# Athara
L’Athara est un ferry rapide de la compagnie italienne Tirrenia. Construit entre 2002 et 2003 aux chantiers Fincantieri de Castellammare di Stabia, il est le dernier d'une série de trois navires rapides commandés par l'ex-compagnie publique Tirrenia di Navigazione. Il navigue depuis juin 2003 sur les lignes intérieures italiennes entre le continent et la Sardaigne.

## Historique

### Origines et construction
À la fin des années 1990, la compagnie publique Tirrenia di Navigazione, principale concessionnaire des lignes maritimes entre le continent italien, la Sardaigne et la Sicile, lance un important programme de renouvellement de son outil naval au service de la continuité territoriale. Ceci fait suite à la décision prise par le gouvernement italien en septembre 1998 de procéder au démantèlement de la holding d'état Finmare, détenant notamment Tirrenia, et à terme de privatiser l'ensemble de ses filiales. Profitant de ses dernières années sous la tutelle de l'État, la compagnie prévoit alors la mise en service de plusieurs navires de grande capacité qui succéderont aux ferries de la classe Strade Romane sur ses principaux axes. Il est ainsi décidé de la conception de deux nouvelles classes de navires financées au moyen des importantes subventions perçues dans le cadre de la continuité territoriale. Parmi ces deux classes, l'une serait employée sur la Sicile tandis que l'autre desservirait la Sardaigne.
S'agissant des navires destinés à la desserte des lignes vers la Sardaigne, Tirrenia va opter pour la conception de car-ferries semi-rapides inspirés des unités exploitées en mer Adriatique par les compagnies grecques Superfast Ferries et Minoan Lines. Ce type de navire, combinant taille, capacité et vitesses élevées, est à ce moment plébiscité par de nombreux armateurs en Méditerranée, et en particulier par des concurrents privés tels que Moby Lines ou encore Sardinia Ferries qui ont d'ores et déjà passé commande de ferries rapides. En plus de se prémunir contre la concurrence de ces futurs navires, le choix de car-ferries rapides s'inscrit également dans la continuité de la stratégie de Tirrenia qui avait misé tout au long des années 1990 sur la vitesse avec notamment l'introduction en Méditerranée occidentale des premiers navires à grande vitesse capables de transporter des véhicules en 1993. Dans un premier temps, le projet de la compagnie fait état de navires dotés d'une capacité de roulage très importante dans l'optique de capter une partie du flux de marchandises transitant vers la Sardaigne. Cependant, le groupe Grimaldi, présent sur ce secteur avec sa filiale Grimaldi Ferries, saisira la justice sous prétexte de concurrence déloyale. Le cahier des charges du service public ne justifiant pas l'augmentation de la capacité de roulage, les futurs navires de Tirrenia se verront imposer une surface de garage limitée et équivalente à celle des ferries de la classe Strade Romane, ce qui aura une incidence sur leur conception. En dépit de cette contrainte, les nouveaux ferries de Tirrenia affichent des caractéristiques particulièrement imposantes avec une longueur de 214 mètres et un tonnage de plus de 35 000 tonneaux. De par ces dimensions, les nouvelles unités de Tirrenia surpassent celles de Moby ou de Sardinia Ferries dont la longueur a été volontairement limitée pour permettre une exploitation plus polyvalente sur la Corse notamment. Avec une capacité passagère arrêtée à 2 700 personnes, dont plus de 1 200 en couchettes, ils sont les navires les plus capacitaires jamais alignés sur la Sardaigne. Grâce à leur longueur, les aménagements vont pouvoir être concentrés sur un seul et même pont. Parmi ceux-ci se trouveront deux bars, deux espaces de restauration et des divertissements tels qu'un cinéma, des salles de jeux, une bibliothèque et une boutique, le tout agrémenté d'une décoration élégante. Malgré la limite de roulage fixée à environ 830 mètres linéaires, ils sont néanmoins capables de transporter 900 véhicules répartis sur l'équivalent de trois niveaux. Principale caractéristique impactée par cette restriction, la capacité fret ne pourra néanmoins pas dépasser les 70 unités. Enfin, pour permettre à ces navires d'atteindre des vitesses élevées, le choix de leur appareil propulsif va se porter sur quatre moteurs semi rapides de la marque Wärtsilä qui sont à l'époque les plus sophistiqués sur le marché et qui équipent également les navires de la concurrence. Ces machines, combinées au design de la coque intégrant notamment une faible largeur au regard de la longueur confèreront aux navires des vitesses avoisinant les 30 nœuds.
Troisième navire de la série, l’Athara est, comme ses deux jumeaux, commandé aux chantiers Fincantieri de Castellammare di Stabia. Sa construction commence le 2 août 2002 et se poursuit avec son lancement le 1er janvier 2003. À la suite des travaux de finition, Tirrenia prend livraison de son troisième navire rapide le 18 juin 2003.

### Service

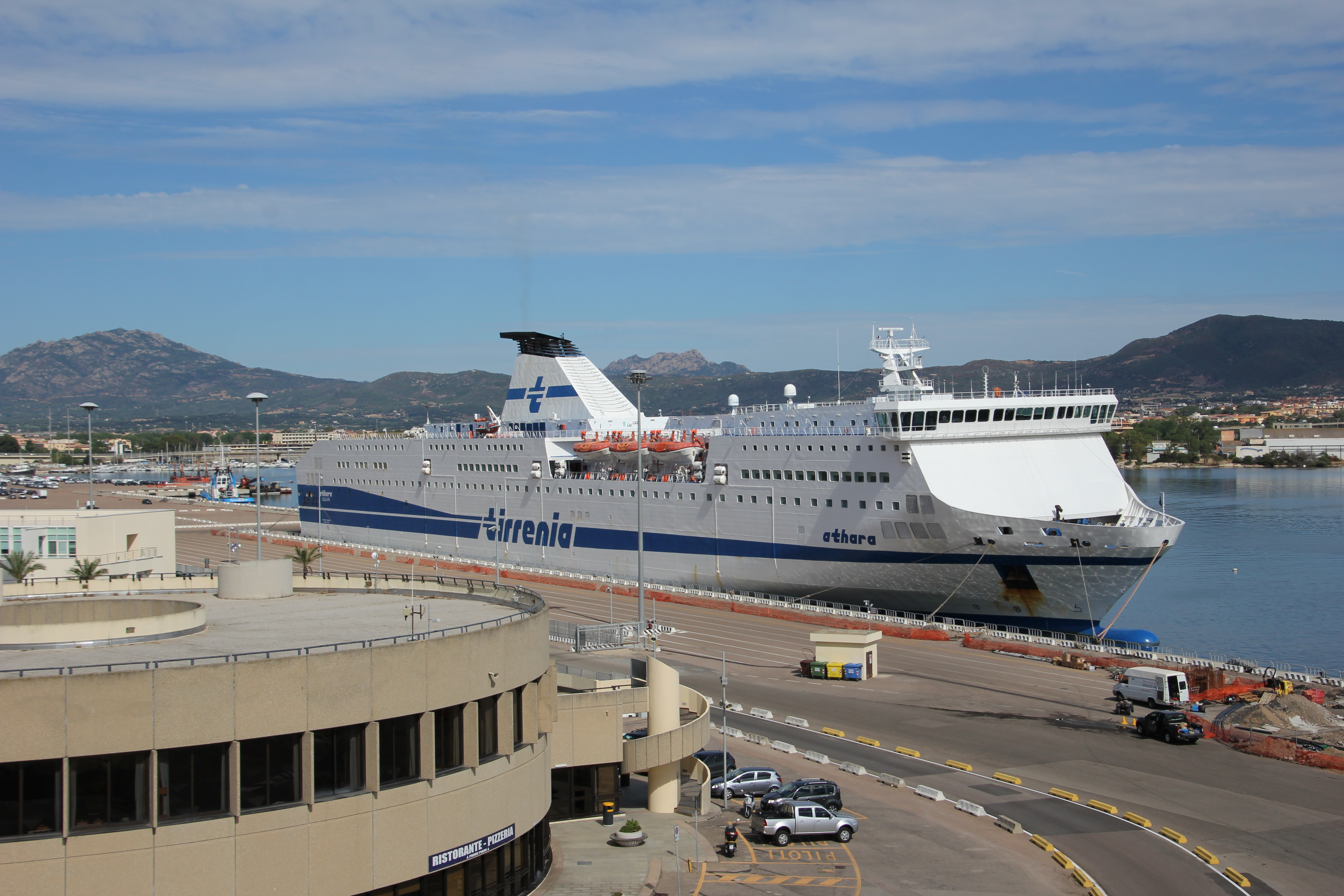
L’Athara sous son apparence initiale à Olbia.

L’Athara est mis en service sur les liaisons entre le continent et la Sardaigne le 29 juin 2003 sur l'axe Gênes - Olbia, avec un prolongement vers Arbatax. Parfois affecté sur d'autres lignes de Tirrenia tels que Gênes - Porto Torres, il forme alors avec les autres navires de la classe Bithia ainsi que les sister-ship améliorés Nuraghes et le Sharden, alignés en 2004 et en 2005, une performante flotte de navires rapides qui se substitue progressivement aux navires de la classe Strade Romane qui sont pour leur part transférés sur des axes secondaires de la compagnie.
Le 3 janvier 2004, alors que l’Athara effectue sa manœuvre pour accoster au poste à quai n°4 du port d'Olbia, le navire heurte avec sa poupe la proue du ferry Moby Freedom stationné à proximité, occasionnant des dégâts se chiffrant à plus de 300 000 euros. La responsabilité de l'accident revient à l'équipage de l’Athara qui n'a pas sollicité l'assistance d'un remorqueur alors qu'un fort vent Nord-Est soufflait ce jour-là. Aucun des 800 passagers présents à bord n'a été blessé.
Le 29 janvier 2009, alors que le navire vient de quitter le port de Gênes à destination d'Olbia, l'équipage remarque vers 21h30 une épaisse fumée au niveau des garages. Les autorités portuaires sont alors immédiatement prévenues par le commandant tandis que le car-ferry, transportant 124 passagers et 40 véhicules, demeure immobilisé à sept miles de Gênes. Pris en charge par les gardes-côtes accompagnés des pompiers, il est remorqué en direction de la capitale ligure où l'attendent un autre effectif de pompiers ainsi que l'état-major de la capitainerie. Arrivé à 23h25 dans l'enceinte du port, les pompiers embarquent à bord et les opérations commencent. Il sera par la suite confirmé que cette fumée venait de la combustion d'une remorque réfrigérée.
En 2012, le processus de privatisation de Tirrenia arrive à son terme avec le rachat partiel de la compagnie par son concurrent Moby Lines à travers la Compagnia Italiana di Navigazione (CIN), structure spécialement créée pour la privatisation. À cette occasion, l'entité historique Tirrenia di Navigazione est dissoute et ses actifs sont transférés au sein d'une nouvelle structure baptisée Tirrenia CIN. À l'instar des autres navires de la flotte, l’Athara devient alors la propriété de cette nouvelle entité. Ces changements n'ont dans un premier temps aucune répercussion sur l'exploitation du navire qui est maintenu sur ses itinéraires habituels avant de finalement être affecté à la liaison Civitavecchia - Olbia à titre principal.
En 2015, Moby fait l'acquisition de la totalité des parts de la CIN et devient ainsi l'unique propriétaire de Tirrenia. Ce changement se caractérisera quelques années plus tard, en 2018, par une importante modification de la livrée du navire. À l'instar des ferries de Moby dont les coques sont décorées avec les personnages des dessins animés Looney Tunes, les unités de la flotte Tirrenia vont être progressivement parées d'une livrée semblable représentant cette fois-ci des personnages de comics issus de l'univers DC.
Le 24 janvier 2019, alors que l’Athara se trouve stationné au port d'Olbia, le navire Cruise Bonaria de la compagnie Grimaldi Lines entame sa manœuvre d'accostage par vent fort. Malgré l'intervention d'un remorqueur, le navire de Grimaldi Lines entre en collision avec l’Athara, occasionnant quelques dégâts au niveau de l'aileron bâbord de la passerelle de navigation de ce dernier.
Cette même année, à partir de la saison estivale, le navire retourne brièvement entre Gênes et Olbia avant de basculer sur la desserte de la liaison Civitavecchia - Arbatax - Cagliari. Employé entre Gênes et Porto Torres à partir de 2020, son exploitation sera interrompue à partir du 17 décembre en raison d'un incendie provoqué par l'embrasement d'une remorque stationnée dans le garage. Parvenu à retourner à Gênes par ses propres moyens, le navire sera immobilisé jusqu'en juin 2021 dans l'attente de réparations.
À l'aube des années 2020, la compagnie Moby Lines est en proie à d'importantes difficultés financières et se retrouve dans l'incapacité de rembourser la dette occasionnée par le rachat de Tirrenia. Cette situation, aggravée par les perturbations du trafic maritime engendré par pandémie de Covid-19, va cependant évoluer positivement avec l'entrée du groupe MSC au capital de Moby en 2022. Le plan de restructuration de l'entreprise prévoit néanmoins la vente de plusieurs navires à court terme, dont ceux de la classe Bithia, ces navires souffrant en effet de leur capacité de roulage restreinte tendant à les rendre inadaptés au trafic.

## Aménagements
L’Athara possède 9 ponts. Si le navire s'étend en réalité sur 10 ponts, l'un d'entre eux est absent au niveau du garage pour permettre le transport de remorques. Les locaux passagers occupent la totalité des ponts 5 et 6 ainsi qu'une grande partie du pont 7 tandis que les parties de l'équipage se trouvent à l'avant du pont 7 et sur le pont 8. L'entièreté des ponts 3 et 4 ainsi que l'avant des ponts 2 et 1 abritent quant à eux les garages.

### Locaux communs
L’Athara est équipé d'une grande variété d'installations toutes situées sur le pont 6. Parmi elles se trouvent un bar-salon et un piano-bar situés vers l'arrière, un restaurant à la carte et un restaurant self-service situés à l'avant, ainsi qu' un cinéma, une salle de jeux de cartes, une bibliothèque et une boutique au centre.

### Cabines
L’Athara dispose de 326 cabines situées situées majoritairement sur le pont 5 ainsi qu'à l'arrière du pont 7. Ces cabines, internes et externes, sont le plus souvent équipée de deux à quatre couchettes ainsi que de sanitaires comprenant douche, WC et lavabo. En plus de ces cabines, le navire propose 952 places en fauteuils Pullman répartis au sein de deux salons situés sur le pont 7.

## Caractéristiques
L’Athara mesure 214 mètres de long pour 26,40 mètres de large et son tonnage est de 35 736 UMS. Le navire a une capacité 2 700 passagers et est pourvu d'un garage pouvant accueillir 900 véhicules répartis sur 4 niveaux. Le garage est accessible par deux portes rampes situées à l'arrière. La propulsion est assurée par quatre moteurs diesels Wärtsilä 12V46C développant une puissance de 51 364 kW entraînant deux hélices à pas variable faisant filer le bâtiment à une vitesse de 29,5 nœuds. L’Athara possède six embarcations de sauvetage fermées de grande taille, trois sont situées de chaque côté vers le milieu du navire. Elles sont complétées par deux canot semi-rigide ainsi que plusieurs radeaux de sauvetage à coffre s'ouvrant automatiquement au contact de l'eau. Le navire est doté de deux propulseurs d'étrave facilitant les manœuvres d'accostage et d'appareillage.

## Lignes desservies
Depuis sa mise en service, l’Athara effectue toute l'année la liaison entre le continent italien et la Sardaigne. Initialement, le navire était positionné toute l'année entre Gênes et Olbia avec parfois un prolongement de la ligne vers Arbatax et naviguait aussi sur d'autres axes de la compagnie de manière occasionnelle. Depuis le milieu des années 2010, il navigue de manière plus polyvalente sur différentes lignes selon les années, en particulier Gênes - Porto Torres et Civitavecchia - Olbia.